# Копчани
Копчани (пол. Kopczany) — село в Польщі, у гміні Ліпськ Августівського повіту Підляського воєводства.
Населення — 183 особи (2011).
У 1975—1998 роках село належало до Сувальського воєводства.

## Демографія
Демографічна структура станом на 31 березня 2011 року:
|          | Загалом | Допрацездатний вік | Працездатний вік | Постпрацездатний вік |
| -------- | ------- | ------------------ | ---------------- | -------------------- |
| Чоловіки | 89      | 13                 | 56               | 20                   |
| Жінки    | 94      | 15                 | 46               | 33                   |
| Разом    | 183     | 28                 | 102              | 53                   |